# ターニャ・サヴィッチ
ターニャ・サヴィッチ（セルビア語:Тања Савић / Tanja Savić、1985年3月20日）は、セルビアのターボ・フォーク歌手である。
1985年3月20日にユーゴスラビア社会主義連邦共和国・セルビア社会主義共和国のスメデレヴォ市（Smederevo）ラディナツ（Radinac）に生まれた。民族的にはセルビア人である。姓の同じ女性がミス・ロマに優勝したことから、この女性がターニャの姉妹であり、ターニャはロマではないかと指摘されてきたが、本人はこの女性との血縁関係を否定し、自分はロマではないとしている。
2004年、グランド・プロダクションによる音楽コンテスト番組・ズヴェズデ・グランダ（Zvezde Granda）に参加し、6位に終わったものの、これがきっかけとなって人気や知名度を得たことから、グランド・プロダクションと契約を交わし、2005年に初のアルバム『Tako mlada』をリリースした。母国のセルビアの他、マケドニア共和国やボスニア・ヘルツェゴビナなどのバルカン半島諸国で人気がある。

## アルバム
- Tako mlada（2005年）
- Zlatnik（2008年）
- Sestre po suzama（2009年）